# Народные силы обороны Сейшельских Островов
Народные силы обороны Сейшельских Островов (англ. Seychelles People's Defence Force) — национальная военная организация Сейшельских островов. 
ВС Сейшельских островов состоит из органов управления и нескольких родов войск: сухопутных войск, береговой охраны, ВВС, военной полиции и президентской гвардии.

## История
Вооруженные силы Сейшельских Островов были основаны 5 июня 1977 года. Задачи организации включают в себя защиту от внешней агрессии, безопасность исключительной экономической зоны и важных объектов, а также другие задачи. С 1979 года в вооруженных силах разрешено служить женщинам. В 1984 начата кампания по ликвидации безграмотности во всех формированиях. В 2004 году было создано формирование специального назначения. В 2006-07 проводились реформы и реорганизация вооруженных сил.

## Структура
Все рода войск находятся под контролем штаба Сил обороны (англ. Defence Forces Headquarters() (DFHQ). Штабом руководит Совет Сил обороны (англ. Defence Forces Council), которым, в свою очередь, руководит верховный главнокомандующий — президент Сейшельских Островов.
Текущим командующим НСО является полковник Майкл Розетт. Руководителем штаба Сил обороны является полковник Жан Аттала.

## Рода войск

### Сухопутные войска
Сухопутные войска насчитывают около 200 военнослужащих. Командующий — подполковник Майкл Холланда. Согласно Международному институту стратегических исследований, в сухопутных войсках используется следующая техника:
| Название | Страна         | Тип                             | Число |
| -------- | -------------- | ------------------------------- | ----- |
| БРДМ-2   | Советский Союз | разведывательная бронемашина    | 6     |
| M-43     | Советский Союз | миномёт                         | 6     |
| ЗПУ-2    | Советский Союз | тяжелый зенитный пулемет        |       |
| ЗПУ-4    | Советский Союз | многоствольный зенитный пулемет |       |
| M-1939   | Советский Союз | орудие ПВО                      |       |

### Береговая охрана
Береговая охрана — морское подразделение Народных сил обороны Сейшельских островов. Этот род войск был выделен из ВМФ в 1993 году. В связи с географической близостью Сейшел к Африканскому Рогу, береговая охрана имеет особое значение, ведя борьбу с пиратством в регионе и защищая морские территории государства. Командующий береговой охраны — подполковник Дэвид Аррисол.
Благодаря использованию небольшого флота, Сейшельским островам удалось арестовать, предать суду и осудить многих пиратов. 30 марта 2010 года патрульный катер PS Topaz участвовал в сражении с сомалийскими пиратами, в ходе которого было освобождено 27 заложников. 20 апреля 2011 года сейшельские патрульные катера La Fleche и Andromache более полутора часов вели бой с сомалийскими пиратами, после чего освободили сейшельское рыболовное судно Gloria, которое было захвачено пиратами двумя днями ранее. В 2013 году газета The National из ОАЭ сообщила, что на тот момент Сейшельские острова содержали в тюрьме более 100 осужденных пиратов.
В мае 2011 года береговая охрана помогла защитить частную жизнь герцога и герцогини Кембриджских во время их медового месяца на Северном острове. По окончании отдыха супруги пригласили нескольких сотрудников береговой охраны на берег, чтобы лично поблагодарить их за работу.
С 18 декабря 2023 года Сейшелы участвуют в операции «Страж процветания» в Аденском заливе. Участие страны ограничивается обменом информацией с другими странами-участниками.
В состав береговой охраны входят:

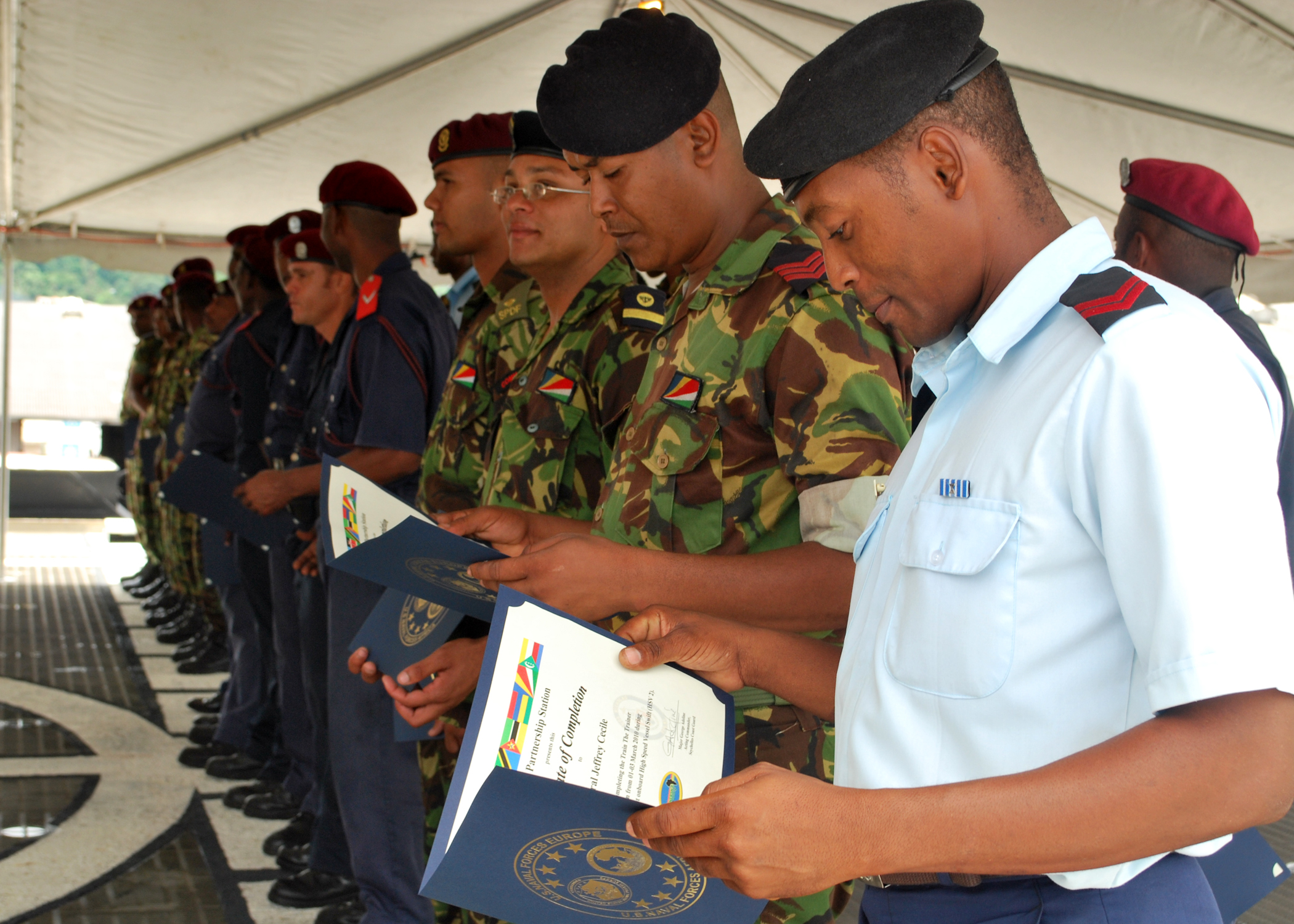
Студенты любуются своими сертификатами об окончании курса во время церемонии вручения дипломов на борту высокоскоростного судна HSV 2 Swift, 3 марта 2010, Виктория

- 1 42-метровый патрульный катер — 268 тонн с полной нагрузкой — введен в эксплуатацию в 1983 году.
- 2 катера типа Rodman 101 — переданы в дар ОАЭ[8].
- 2 канонерские лодки класса Type 062 — переданы в дар Китаем[9].
- 2 патрульных корабля SDB Mk5 — PS Constant и PS Topaz, построенные индийской компанией GRSE[англ.] для обороны Сейшельских островов как INS Tarasa и INS Tarmugli и подаренные Индией в 2014 и 2015 годах[10].
- 2 патрульных корабля класса Wave Rider — подарены Шри-Ланкой в 2019 году.

### Военно-воздушные силы
Военно-воздушные силы Сейшельских островов были сформированы в 1978 году как авиакрыло в составе Министерства сельского хозяйства и рыболовства. В 1985 году авиакрыло перестало функционировать при Министерстве сельского хозяйства и рыболовства и стало составной частью тогдашних SPDF под названием Сейшельские народные военно-воздушные силы (SPAF). В 1985 и 1989 годах были приобретены Merlin III B и Citation V. На данный момент в ВВС служит 20 человек. Командующий ВВС — майор Родни Зарин. На вооружении состоят следующие самолёты:
| Самолет          | Страна   | Численность | Примечания     |
| ---------------- | -------- | ----------- | -------------- |
| Dornier 228      | Германия | 2           | передан Индией |
| Harbin Y-12      | Китай    | 1           |                |
| DHC-6 Twin Otter | Канада   | 1           | СУВП           |

### Подразделение специального назначения
Основано 5 июля 2007 года с целью обеспечения безопасности главы государства и проведения операций по освобождению заложников. Личный состав подразделения постоянно прикомандирован к Береговой охране для выполнения задач в море. Сейчас подразделение специализируется на контртеррористических операциях и борьбе с незаконной деятельностью на море.

### Военная полиция
Подразделение военной полиции НСО было создано в 2008 году. В задачи военной полиции входит обеспечение соблюдения скоростного режима, охрана военной техники, задержание дезертиров и уклоняющихся от уплаты налогов граждан, а также содействие гражданской полиции в расследовании преступлений.

### Президентская гвардия
Президентская гвардия, или Президентское охранное подразделение (PSU) было создано в 1977 году вместе с пехотным подразделением для выполнения обязанностей по охране президента Сейшельских островов и его резиденции. Оно также оказывает поддержку президента во время транзита и общественных мероприятий. Различные инструкторы из иностранных государств проводят тренировки с президентской гвардией. Это одно из самых элитных подразделений вооруженных сил страны. Гвардия располагается в резиденции президента и административно прикреплена к подразделениям спецназа.

## Другие подразделения

### Национальный духовой оркестр
Официальный военный оркестр НСО Сейшельских Островов. Его история берет начало в 1925 году. Оркестр основали братья Маристе из Римско-католической миссии, обучавшие музыкантов игре на различных инструментах. Оркестр был расформирован в 1943 году, когда инструменты были переданы британской армии. После Второй мировой войны оркестр был реформирован и расформирован, а его инструменты были приобретены Сейшельской ассоциацией скаутов. Появился новый духовой оркестр, известный как LAFANSA, к которому так же присоединился полицейский оркестр. После создания Консерватории музыки и танца в 1981 году полицейский оркестр был преобразован в Национальный духовой оркестр под патронажем Министерства образования. Первым дирижёром оркестра стал Антуан Азмиа, который с 1981 по 1996 год руководил добровольным оркестром (оркестром, в котором музыканты работают на неполный рабочий день). В 1996 году были набраны штатные музыканты, а через три года оркестр был переведен в ведение Министерства обороны и размещен в Сейшельской академии обороны. Азмиа ушел в отставку в 2001 году, его заменил Томас Бусанья.

### Военные учебные заведения

#### Сейшельская академия обороны
Сейшельская академия обороны (англ. Seychelles Defence Academy) была основана 2 июня 1990 года президентом Франс-Альбером Рене. SDA является главным учебным заведением SPDF. Первый тренировочный лагерь SDA находится в Пуант-ля-Рю. Первые тренировки проводились с помощью советников из Народных сил обороны Танзании, а также бывших военнослужащих британской армии. Позже было решено перенести лагерь на искусственный остров Персеверанс.

#### Центр военной подготовки
Центр военной подготовки (ЦВП) (англ. Military Training Centre) расположен в Барбаронсе на западном побережье острова Маэ. В его задачи входит обучение всех новобранцев, вступающих в ряды вооруженных сил. Новобранцы проходят 90-дневную интенсивную подготовку в ЦВП, которая охватывает целый ряд военных и гражданских предметов. После окончания обучения новобранцы направляются в выбранное ими подразделение. Комендантом ЦВП является подполковник Дидас Оаро.

## День сил обороны

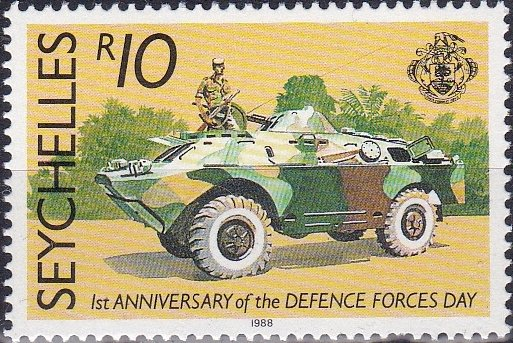
Почтовая марка 1988 года, посвященная дню Сил обороны

День Сил обороны отмечается ежегодно с 25 ноября 1982 года в честь победы SPDF над группой иностранных наемников, напавших на страну в 1981 году. Памятный парад проводится на базе береговой охраны.